# Maciej Dyrmont Jusewicz
Maciej Dyrmont Jusewicz (Juszewicz, Jurewicz) herbu Korczak (zm. przed 22 lutego 1769 roku) – mostowniczy kowieński od 1760 roku.
Żonaty z cześnikówną kowieńską Anielą Kulwińską.
Członek konfederacji powiatu kowieńskiego w 1767 roku.